# サテライト賞
サテライト賞（さてらいとしょう、Satellite Awards）は、アメリカ合衆国における優れた映画とテレビ番組に与えられる賞。
芸能ジャーナリストが所属する団体「国際プレス・アカデミー」（IPA）が主催する。毎年2月に授賞式が行われ、アカデミー賞の前哨戦の一つにも数えられる。第9回まではゴールデン・サテライト賞（Golden Satellite Awards）という名称で知られていた。

## 部門

### 映画部門
- 作品賞（ドラマ部門)

Motion Picture, Drama
- 作品賞（コメディ・ミュージカル部門)

Motion Picture, Comedy or Musical
- アニメーション・ミックスメディア映画賞

Motion Picture, Animated or Mixed Media
- 監督賞

Director
- 主演男優賞（ドラマ部門）

Actor in a Motion Picture, Drama
- 主演女優賞（ドラマ部門）

Actress in a Motion Picture, Drama
- 主演男優賞（コメディ・ミュージカル部門）

Actor in Motion Picture, Comedy or Musical
- 主演女優賞（コメディ・ミュージカル部門）

Actress in Motion Picture, Comedy or Musical
- 助演男優賞

Actor in a Supporting Role
- 助演女優賞

Actress in a Supporting Role
- オリジナル脚本賞

Screenplay, Original
- 脚色賞

Screenplay, Adapted
- ドキュメンタリー映画賞

Motion Picture, Documentary
- 外国語映画賞

Motion Picture, International Film
- 編集賞

Film Editing
- 撮影賞

Cinematography
- 作曲賞

Original Score
- 主題歌賞

Original Song
- 衣装デザイン賞

Costume Design
- 美術賞

Art Direction and Production Design
- 視覚効果賞

Visual Effects
- 音響賞

Sound (Editing and Mixing)

#### 廃止された部門
- 作品賞（メジャー部門、インディペンデント部門）：2016年-2017年

Motion Picture (Major, Independent)
- インディペンデント映画賞：2018年

Motion Picture (Independent)

### テレビ部門
- ドラマシリーズ賞

Television Series, Drama
- コメディ・ミュージカルシリーズ賞

Television Series, Comedy or Musical
- ジャンルシリーズ賞

Television Series, Genre
- ミニシリーズ賞

Miniseries & Limited Series
- テレビ主演男優賞（ドラマ・ジャンルシリーズ部門）

Actor in a Series, Drama/Genre
- テレビ主演女優賞（ドラマ・ジャンルシリーズ部門）

Actress in a Series, Drama/Genre
- テレビ主演男優賞（コメディ・ミュージカル部門）

Actor in a Series, Comedy or Musical
- テレビ主演女優賞（コメディ・ミュージカル部門）

Actress in a Series, Comedy or Musical
- テレビ主演男優賞（ミニシリーズ・テレビ映画部門）

Actor in a Miniseries & Limited Series or a Motion Picture Made for Television
- テレビ主演女優賞（ミニシリーズ・テレビ映画部門）

Actress in a Miniseries & Limited Series or a Motion Picture Made for Television
- テレビ助演男優賞

Actor in a Supporting Role in a Series, Miniseries & Limited Series or Motion Picture made for Television
- テレビ助演女優賞

Actress in a Supporting Role in a Series. Miniseries & Limited Series or a Motion Picture Made for Television
- テレビ映画賞

Motion Picture Made for Television

## 作品賞受賞リスト

### テレビ部門

#### ドラマ/ミュージカル・コメディ作品賞
| 年   | 受賞作品                            | 受賞作品                                     |
| 年   | ドラマ部門                          | ミュージカル/コメディ部門                    |
| ---- | ----------------------------------- | -------------------------------------------- |
| 1996 | X-ファイル                          | ザ・ラリー・サンダース・ショー               |
| 1997 | NYPDブルー                          | そりゃないぜ!? フレイジャー                  |
| 1998 | OZ/オズ                             | エレン                                       |
| 1999 | ザ・ホワイトハウス                  | アクション                                   |
| 2000 | ザ・ホワイトハウス                  | セックス・アンド・ザ・シティ                 |
| 2001 | 24 -TWENTY FOUR-                    | セックス・アンド・ザ・シティ                 |
| 2002 | CSI:科学捜査班                      | バーニー・マック・ショウ                     |
| 2003 | ザ・シールド ルール無用の警察バッジ | アレステッド・ディベロプメント               |
| 2004 | NIP/TUCK マイアミ整形外科医         | デスパレートな妻たち                         |
| 2005 | Dr.HOUSE                            | ザ・デイリー・ショー                         |
| 2006 | Dr.HOUSE                            | アグリー・ベティ                             |
| 2007 | デクスター 警察官は殺人鬼           | プッシング・デイジー 恋するパイメーカー      |
| 2008 | デクスター 警察官は殺人鬼           | Tracey Ullman's State of the Union           |
| 2009 | ブレイキング・バッド                | glee/グリー                                  |
| 2010 | ブレイキング・バッド                | キャシーのbig C いま私にできること           |
| 2011 | JUSTIFIED 俺の正義                  | フィラデルフィアは今日も晴れ                 |
| 2012 | HOMELAND                            | ビッグバン★セオリー/ギークなボクらの恋愛法則 |
| 2013 | ブレイキング・バッド                | オレンジ・イズ・ニュー・ブラック             |
| 2014 | The Knick/ザ・ニック                | トランスペアレント                           |
| 2015 | ベター・コール・ソウル              | シリコンバレー                               |
| 2016 | ザ・クラウン                        | シリコンバレー                               |
| 2017 | ヴァイキング 〜海の覇者たち〜       | GLOW: ゴージャス・レディ・オブ・レスリング   |
| 2018 | ホームカミング                      | ロッジ49                                     |
| 2019 | サクセッション                      | Fleabag フリーバッグ                         |
| 2020 | ベター・コール・ソウル              | シッツ・クリーク                             |
| 2021 | イカゲーム                          | テッド・ラッソ:破天荒コーチがゆく            |

#### ミニシリーズ/テレビ映画作品賞
| 年   | 受賞作品                                              | 受賞作品                                               |
| 年   | ミニシリーズ部門                                      | テレビ映画部門                                         |
| ---- | ----------------------------------------------------- | ------------------------------------------------------ |
| 1996 | ガリバー／小人の国・大人の国                          | ガリバー／小人の国・大人の国                           |
| 1997 | リングサイドの帝王/ドン・キング・ストーリー           | リングサイドの帝王/ドン・キング・ストーリー            |
| 1998 | フロム・ジ・アース/人類、月に立つ                     | フロム・ジ・アース/人類、月に立つ                      |
| 1999 | ホーンブロワー 海の勇者                               | 正義と真実                                             |
| 2000 | American Tragedy                                      | アメリカン・ジャスティス                               |
| 2001 | ジュディ・ガーランド物語                              | レーガン／大統領暗殺未遂事件                           |
| 2002 | TAKEN                                                 | ドア・トゥ・ドア/バッグに愛とまごころを...             |
| 2003 | エンジェルス・イン・アメリカ                          | ルーディー ジュリアーニNY市長9月11日真実の物語         |
| 2004 | プリンス ～英国王室 もうひとつの秘密～                | クリップス                                             |
| 2005 | ELVIS エルヴィス                                      | Reefer Madness                                         |
| 2006 | To the Ends of the Earth                              | 殺人なんて些細なこと                                   |
| 2007 | 奥さまは首相～ミセス・プリチャードの挑戦～            | Oprah Winfrey Presents: Mitch Albom's For One More Day |
| 2008 | クランフォード                                        | Filth: The Mary Whitehouse Story                       |
| 2009 | リトル・ドリット                                      | グレイ・ガーデンズ 追憶の館                            |
| 2010 | SHERLOCK（シャーロック）                              | テンプル・グランディン～自閉症とともに                 |
| 2011 | ミルドレッド・ピアース 幸せの代償                     | ミルドレッド・ピアース 幸せの代償                      |
| 2012 | ハットフィールド&マッコイ:実在した一族vs一族の物語    | ハットフィールド&マッコイ:実在した一族vs一族の物語     |
| 2013 | Dancing on the Edge                                   | Dancing on the Edge                                    |
| 2014 | オリーヴ・キタリッジ                                  | Return to Zero                                         |
| 2015 | フレッシュ・アンド・ボーン                            | Stockholm                                              |
| 2016 | アメリカン・クライム・ストーリー/O・J・シンプソン事件 | アメリカン・クライム・ストーリー/O・J・シンプソン事件  |
| 2017 | ビッグ・リトル・ライズ                                | ウィザード・オブ・ライズ                               |
| 2018 | アメリカン・クライム・ストーリー/ヴェルサーチ暗殺     | ジェニーの記憶                                         |
| 2019 | チェルノブイリ                                        | エルカミーノ: ブレイキング・バッド THE MOVIE           |
| 2020 | The Good Lord Bird                                    | The Clark Sisters: First Ladies of Gospel              |
| 2021 | Mare of Easttown                                      | Oslo                                                   |